# تلمبه عیسی خان
تلمبه عیسی خان یک منطقهٔ مسکونی در ایران است که در دهستان ریگان واقع شده‌است.